# Varieties of Capitalism
Varieties of Capitalism bzw. Spielarten des Kapitalismus ist ein politökonomischer Erklärungsansatz, den Wirtschafts-, Sozial- und Politikwissenschaftler nutzen, um die Unterschiede zwischen Spielarten von kapitalistischen Wirtschaftssystemen zu analysieren.
Die Theorie lässt sich anhand dreier Merkmale zusammenfassen:
- Die einzelne Firma ist Ausgangspunkt. Das heißt, Unterscheidungsmerkmal zwischen Kapitalismusformen ist, welche Art von Koordinierung des Wirtschaftsgeschehens einer Firma die vorherrschende ist. Demnach können Marktbeziehungen, Hierarchien, hybride Formen, aber auch Kooperation und Deliberation unterschieden werden. Je nachdem, welche Art vorherrschend ist, wird ein Land als liberale Marktwirtschaft (LME) oder koordinierte Marktwirtschaft (CME) bezeichnet.
- Es gibt komplementäre Beziehungen zwischen Institutionen (institutionelle Komplementaritäten gehen auf den Ökonomen Masahiko Aoki (Stanford) zurück). Das bedeutet, dass die Effizienz einer Institution durch die Wirksamkeit einer anderen (komplementären Institution) gesteigert wird. Dies führt dazu, dass Wirtschaftssysteme relativ stabile Gebilde sind: Änderungen einzelner Institutionen führen zu weitreichenden Problemen.
- Unterschiedliche Anreizmechanismen innerhalb der Systeme führen zu unterschiedlichen komparativen institutionellen Vorteilen. Das bedeutet: Firmen in einem bestimmten Institutionengefüge sind relativ besser in der Produktion bestimmter Güter und Dienstleistungen als andere, die in anderen Umgebungen operieren. Dies widerspricht einer weit verbreiteten Ansicht, dass unterschiedliche Marktwirtschaften sich einander angleichen und alle zu einem liberalen System tendieren (Konvergenz).

## Theorieentwicklung
Der Ansatz hat seine Vorgänger im Bereich des Neokorporatismus, Neo-Institutionalismus und durch die Neue Institutionenökonomik sowie der neueren Wirtschaftssoziologie, vor allem Mark Granovetter. Hauptvertreter des Ansatzes, der hauptsächlich am Wissenschaftszentrum Berlin für Sozialforschung (WZB) entwickelt wurde, sind über ihr 2001 erschienenes gleichnamiges Buch Peter A. Hall (Harvard) und David Soskice (Oxford, LSE und WZB).
Neuere Ansätze versuchen die Unterteilung der Varieties of Capitalism mit verschiedenen Wohlfahrtsmodellen und mit Wahlsystemen zu koppeln.

## Kritik
Der Ansatz wird vor allem wegen seiner statischen Behandlung von institutionellem Wandel kritisiert.
Weiterhin wird dem „Varieties of Capitalism“-Ansatz vorgehalten, er sei funktionalistisch. Man könne nicht davon ausgehen, dass Akteure in der Tat die Produktionskonfiguration unterstützen, die „ihrem“ Modell des Kapitalismus entspricht. Insofern wird in vielen empirischen Arbeiten die Erosion des „deutschen Modells“ nachgezeichnet und mit der von Hall und Soskice postulierten Stabilität dieses Modells kontrastiert.
Hauptvertreter dieser Kritik sind unter anderem Wolfgang Streeck und seine Kollegen am Max-Planck-Institut für Gesellschaftsforschung in Köln.